# Dichromodes ida
Dichromodes ida är en fjärilsart som beskrevs av Hudson 1905. Dichromodes ida ingår i släktet Dichromodes och familjen mätare. Inga underarter finns listade i Catalogue of Life.